# 食品消費個人責任法
食品消費個人責任法（しょくひんしょうひこじんせきにんほう、英: the personal responsibility in food consumption act）とは、アメリカ合衆国の法案。

## 概要
消費者が“高カロリー食品の摂取が肥満の原因になった”という理由で外食・食品産業を提訴することを禁じるものである。通称チーズバーガー法（英: cheeseburger bill）。
共和党のリック・ケリー下院議員（フロリダ州）らが提出した同法案は、2004年3月10日、賛成276、反対139で米下院で可決されたが、上院では採決に至らなかった。
2005年、ケリー議員らは再び同法案を提出し、賛成306、反対120で下院で可決されたものの、再び上院では採決に至らなかったため、2007年10月現在この法案は成立していない。
アメリカ合衆国では、全人口の64％にあたる1億3000万人がなんらかの形で肥満に悩まされており、高カロリーのファーストフード（ジャンクフード）好きな子供も含め全世代にわたり深刻な健康問題となっている。
アメリカ疾病予防管理センターの研究では、2005年にはアメリカ合衆国で死を引き起こす直接要因として肥満が喫煙を抜いて1位になると予測している。